# Cyanolophocolea echinella
Cyanolophocolea echinella är en bladmossart som först beskrevs av Lindenb. et Gottsche, och fick sitt nu gällande namn av Rudolf Mathias Schuster. Cyanolophocolea echinella ingår i släktet Cyanolophocolea och familjen Lophocoleaceae. Inga underarter finns listade i Catalogue of Life.